# North Little Rock
North Little Rock – miasto w Stanach Zjednoczonych, w stanie Arkansas, w hrabstwie Pulaski, położone na północnym brzegu rzeki Arkansas, naprzeciw miasta Little Rock.

## Demografia
W 2010 roku liczyło 62 304 mieszkańców. W roku 2023 liczba mieszkańców wzrosła do 64 531 osób, a gęstość zaludnienia do 530,7 osoby/km².